# Авл Цецина Север
Авл Цеци́на Севе́р (лат. Aulus Caecina Severus; 43 до н. е. — 21) — політичний та військовий діяч ранньої Римської імперії, консул-суфект 1 року до н. е.

## Життєпис
Походив з етруського роду вершників Цецинів з міста Вольтерра. Про батьків немає відомостей. Замолоду перебрався до Риму. У 25 році до н.е. став військовим трибуном, а у 19 році до н. е. призначений квестором. У 1 році до н. е. обраний консулом-суфектом разом з Авлом Плавцієм.
У 6 році його призначили намісником новоствореної провінції Мезія. Коли почалося повстання у Паннонії Цецина рушив проти далматів та панонійців з півночі. Цього ж року зняв облогу важливого міста Сірмій, розбив плем'я бревків. Після цього розбив племена даків та сарматів, які намагалися вдертися до Мезії. У цьому Цецині допоміг фракійський цар Реметалк. У 7 році разом з Марком Плавцієм Сільваном та Тиберієм привів війська до міста Сісціа (сучасне місто Сісак). Завдяки цьому була врятовано римську армію в Далмації та Панонії. У 8—9 роках Цецина Север захищав Мезію та Македонію від вторгнення даків та язигів. Також узяв участь в остаточному придушенні повстання далматів.
У 14—16 роках узяв участь у військових кампаніях Германіка, спрямованих проти германських племен. Спочатку придушив заколот в легіонах V Alaudae і XXI Rapax а потім рушив проти бруктерів та херусків. Втім у 15 році римська армія попала у засідку, й лише завдяки військовій вправності Цецині вдалося її врятувати від знищення, за що  отримав тріумфальні відзнаки.
По поверненню до Риму активно виступав у сенаті, хоча його там вважали малокомпетентним і часто переривали його промови. У 21 році   пропонував заборонити дружинам  магістратів та намісників супроводжувати чоловіків у провінціях для поліпшення дисципліни.

## Родина
Мав 6 дітей.